# 哈尔滨老白干
哈尔滨老白干是原哈尔滨白酒厂出产的一种白酒，是中国最著名的七十款名酒之一(十七大五十三优)。
哈尔滨白酒厂源于1929年程国均于哈尔滨成立的“泰兴永程记烧锅”。当地易手后，1948年8月酒坊被当局接收，1950年划归哈尔滨制酒总厂后为其二分厂。1955年酒厂改进了酿造工艺，提高了产品质量，研发出了以松嫩平原特产黄壳高粱为主料，谷糠为辅料，以单一酵母发酵酿制而成的麸曲清香型白酒，即初命名为哈尔滨高粱糠白酒的“哈尔滨老白干”酒。
1962年在原有基础上扩建后酒厂更名为“哈尔滨白酒厂”，并启用了“胜洪”商标。1963年第二届全国评酒会、1979年第三届全国评酒会、1984年第四届全国评酒会、1989年第五届全国评酒会上，“哈尔滨老白干”连续四届被评为“国家优质酒”。
上世纪九十年代末，哈尔滨白酒厂因市场和体制等问题停产。2001年其第一生产车间在哈尔滨老白干酒配方研发人之一、原国营哈尔滨白酒厂翁总工程师的带领下以“哈尔滨老白干酒厂”的名义继续生产哈尔滨老白干酒，后因包括酿酒配方、产品商标在内的知识产权及无形资产归属纠纷，哈尔滨老白干酒厂于2001年弃用“胜洪”商标，转用“防洪胜利纪念塔”商标。其后的十年，哈尔滨老白干酒厂因与原酒厂及其原主管单位在知识产权归属问题上纠纷不断，被迫于2010年再次停产，并于2013年被当地主管部门吊销营业执照，“防洪胜利纪念塔”商标也被有心人“撤三”后宣告无效。至此，“哈尔滨老白干”在中国白酒市场彻底销声匿迹。
直至2019年，民营企业哈尔滨滨酒集团以其注册于2006年的全资子公司哈尔滨老白酒厂重新注册得“胜洪”商标(所有权存在争议)后，“哈尔滨老白干”方又再次面市。